# Eva Dahlbeck
Eva Dahlbeck (Saltsjö-Duvnäs, 8 de março de 1920 – Estocolmo, 8 de fevereiro de 2008) foi uma atriz sueca.
Em 1958, ela recebeu, ao lado de Bibi Andersson, Ingrid Thulin e Barbro Hiort af Ornäs, o prêmio de interpretação feminina no Festival de Cannes, por seu trabalho em Nära livet.